# Hiroshi Omori
Hiroshi Omori (japanisch 大森 博 Omori Hiroshi; * 10. September 2002 in der Präfektur Tokio) ist ein japanischer Fußballspieler.

## Karriere
Hiroshi Omori erlernte das Fußballspielen in den Schulmannschaften der Toneri Secundary School und der Shutoku High School. Seinen ersten Vertrag unterschrieb er im Februar 2021 bei Tokushima Vortis. Der Verein aus Tokushima, einer Stadt in der Präfektur Tokushima, spielte in der ersten japanischen Liga. Ende 2021 musste er, ohne Einsatz, mit dem Verein in die zweite Liga absteigen. Im Juli 2022 wechselte er auf Leihbasis zum Drittligisten Fukushima United FC. Sein Drittligadebüt für den Verein aus Fukushima gab Hiroshi Omori am 30. Juli 2022 (19. Spieltag) im Heimspiel gegen den FC Imabari. Bei dem 1:1-Unentschieden wurde er in der 74. Minute für Hiroki Higuchi eingewechselt. Für Fukushima bestritt er 58 Ligaspiele. Die Saison 2025 wurde er an den Drittligisten Tochigi SC verliehen.